# Chris Gatling
Chris Raymond Gatling (ur. 3 września 1967 w Elizabeth) – amerykański koszykarz, skrzydłowy, uczestnik Meczu Gwiazd NBA, medalista igrzysk dobrej woli oraz mistrzostw świata.

## Osiągnięcia

### NCAA
- MVP turnieju konferencji Sun Belt (1991)[1]
- 2-krotny Zawodnik Roku Sun Belt (1990, 1991)
- Drugoroczniak Roku - Sophomore Of The Year (1988)
- Zaliczony do składu:
  - All-American Honorable Mention (1990, 1991)
  - najlepszych zawodników w historii konferencji Sun Belt – Sun Belt All-Time Team (2005)[2]

### NBA
- Uczestnik meczu gwiazd NBA (1997[a])[3]
- Lider NBA w skuteczności rzutów z gry (1995)[4]
- Zawodnik tygodnia NBA (24.03.1996)[5]

### Reprezentacja
- Wicemistrz Igrzysk Dobrej Woli (1990)[6]
- Brązowy medalista mistrzostw świata (1990)[7]